# Ismael Cortinas
Ismael Cortinas ist eine Stadt (Municipio) in Uruguay.

## Geographie

### Lage
Sie befindet sich auf dem Gebiet des Departamento Flores in dessen Sektor 4 in der Südwestspitze des Departamentos. Hier liegen die Grenzen zu den Nachbardepartamentos Soriano, Colonia und San José. Unmittelbar östlich des Ortes entspringt der Arroyo Grande.

### Bodenschätze
Bei Ismael Cortinas befinden sich Vorkommen von schwarzem Granit.

## Geschichte
Ismael Cortinas wurde am 18. Oktober 1950 gegründet und trägt den Namen des gleichnamigen, vormaligen uruguayischen Senatspräsidenten Ismael Cortinas. Am 15. Oktober 1963 wurde Ismael Cortinas durch das Gesetz Nr. 13.167 der Status Villa zuerkannt.

## Infrastruktur
In Ismael Cortinas mündet die Ruta 12 in die Ruta 23.

## Stadtverwaltung
Bürgermeister (Alcalde) von Ismael Cortinas ist Agustín Musa (2020–2025).

## Einwohner
Ismael Cortinas hatte bei der Volkszählung im Jahre 2011 918 Einwohner, davon 440 männliche und 478 weibliche. Nach Anzahl der Einwohner ist sie damit die zweitgrößte Stadt des Departamentos nach Trinidad.
| Jahr | Einwohner |
| ---- | --------- |
| 1963 | 515       |
| 1975 | 580       |
| 1985 | 938       |
| 1996 | 1.036     |
| 2004 | 1.069     |
| 2011 | 918       |

Quelle: Instituto Nacional de Estadística de Uruguay